# Арония
Арония (лат. Aronia) — род цветковых растений из семейства Розовые. Включает в себя вид Арония черноплодная (Aronia melanocarpa), который не следует путать с «Черноплодной рябиной», «Черноплодкой Мичурина» или «Аронией Мичурина», являющейся результатом скрещивания Аронии черноплодной и Рябины обыкновенной и относящейся к гибридному роду ×Sorbaronia (от Sorbus — рябина + Aronia).
Естественный ареал рода — восточные регионы Северной Америки.

## Классификация

### Таксономическое положение
- Aronia Medik., 1789, Philos. Bot. 1: 155

Род Арония включается в семейство Розовые (Rosaceae) порядка Розоцветные (Rosales), последовательно входящего в более крупные клады Фабиды → Розиды → Суперрозиды → Эвдикоты → Цветковые растения. Таксономическая схема в соответствии с Системой APG IV по состоянию на июнь 2024 года:
|  |                          |  |                                   |                                   |                   |  | еще 8 семейств |               |               |                                                           |
|  |                          |  |                                   |                                   |                   |  |                |               |               | 3 подтвержденных вида и 13 видов, ожидающих подтверждения |
|  |                          |  |                                   | порядок Розоцветные               |                   |  |                |               | род Арония    |                                                           |
|  |                          |  |                                   | порядок Розоцветные               |                   |  |                |               | род Арония    |                                                           |
|  | клада Цветковые растения |  |                                   |                                   | семейство Розовые |  |                |               |               |                                                           |
|  | клада Цветковые растения |  |                                   |                                   |                   |  |                |               |               |                                                           |
|  |                          |  | ещё 63 порядка цветковых растений | ещё 63 порядка цветковых растений |                   |  |                | еще 116 родов | еще 116 родов |                                                           |
|  |                          |  |                                   | ещё 63 порядка цветковых растений |                   |  |                |               | еще 116 родов |                                                           |

## Виды
- Aronia ×prunifolia (Marshall) Rehder — Арония сливолистная [= Aronia arbutifolia (L.) Pers. × Aronia melanocarpa (Michx.) Elliott]
- Aronia arbutifolia (L.) Pers. — Арония краснаяtypus[1]
- Aronia melanocarpa (Michx.) Elliott — Арония черноплодная

## Гибридные роды с участием представителей рода Арония
- ×Sorbaronia — Сорбарония = Sorbus (Рябина) × Aronia (Арония)